# توبوزار (إيزيكا)
توبوزار هو دُوَّار يقع بجماعة المعدر الكبير، إقليم تيزنيت، جهة سوس ماسة في المملكة المغربية. ينتمي الدوّار لمشيخة إيزيكا التي تضم 12 دوار. يقدر عدد سكانه بـ 550 نسمة حسب الإحصاء الرسمي للسكان والسكنى لسنة 2004.

## روابط خارجية
- البوابة الوطنية للجماعات الترابية نسخة محفوظة 12 مارس 2018 على موقع واي باك مشين.
- المندوبية السامية للتخطيط